# Tesis
Tesis (på svenska ibland Snuff movie eller Thesis) är den spanske regissören Alejandro Amenábars debutfilm från 1996. Den vann Goya i sju kategorier, bland annat för Bästa film. I rollerna ses Ana Torrent, Fele Martínez och Eduardo Noriega.

## Handling
Ángela (Torrent) är en filmstudent i Madrid. Hon ska skriva sin avhandling med temat våld på film, och har svårt att hitta material tills hon blir vän med den udda och introverta studenten Chema (Martínez), som har en stor filmsamling med våldsamma, pornografiska splatterfilmer. Ángela finner sin professor död i en visningssal på skolan, han sitter livlös framför en TV där filmen han sett fortfarande rullar. Ángela stjäl filmen och upptäcker att det är en snuff-film där man får se en ung kvinna som torteras till döds. Gärningsmannens ansikte syns aldrig. Ángela och Chema känner igen kvinnan som en student på skolan, en gammal flickvän till Bosco (Noriega).